# Череповецкая улица (Москва)
Черепове́цкая у́лица — улица в районе Лианозово Северо-Восточного административного округа города Москвы. Проходит от Псковской улицы до Алтуфьевского шоссе.

## Название
Ранее находилась в составе посёлка Лианозово, где называлась Ленинградской улицей, ранее — Петербургской улицей. После присоединения посёлка к Москве в 1960 году получила современное название в 1965 году по городу Череповцу Вологодской области для устранения одноимённости улиц в городе.

## Описание
Череповецкая улица начинается у Псковской улицы вблизи с пересечением с бывшей железнодорожной ветвью к Северной станции водоподготовки и проходит сквозь Лианозовский лесопарк на восток как продолжение Лианозовского проезда. Затем пересекает Угличскую, Абрамцевскую, Хотьковскую и Новгородскую улицы и заканчивается на Алтуфьевском шоссе у станции метро «Алтуфьево», переходя в улицу Лескова.
На всей протяжённости имеет по три полосы движения в каждую сторону (одна из которых — выделенная), разделённые бульваром.

## Учреждения и организации
- Владение 3Б — Музей Константина Васильева; Клуб любителей творчества Константина Васильева;
- Дом 4А — супермаркет «Пятёрочка»;
- Дом 6А — Школа № 1449, учебный корпус № 4 (бывший детский сад № 1059);
- Дом 8А — центр детского развития «Мир детства»;
- Дом 10А — Школа № 1449, учебный корпус № 2 (бывшая школа № 266);
- Дом 15 — стоматологическая поликлиника № 61;
- Дом 18 — супермаркет «Перекресток»;
- Дом 18, строение 2 — супермаркет «Пятёрочка»;
- Дом 20 — Сбербанк России, дополнительный офис № 9038/01761;
- Дом 24 — Диагностический центр № 5, филиал № 1 (женская консультация).

## Общественный транспорт

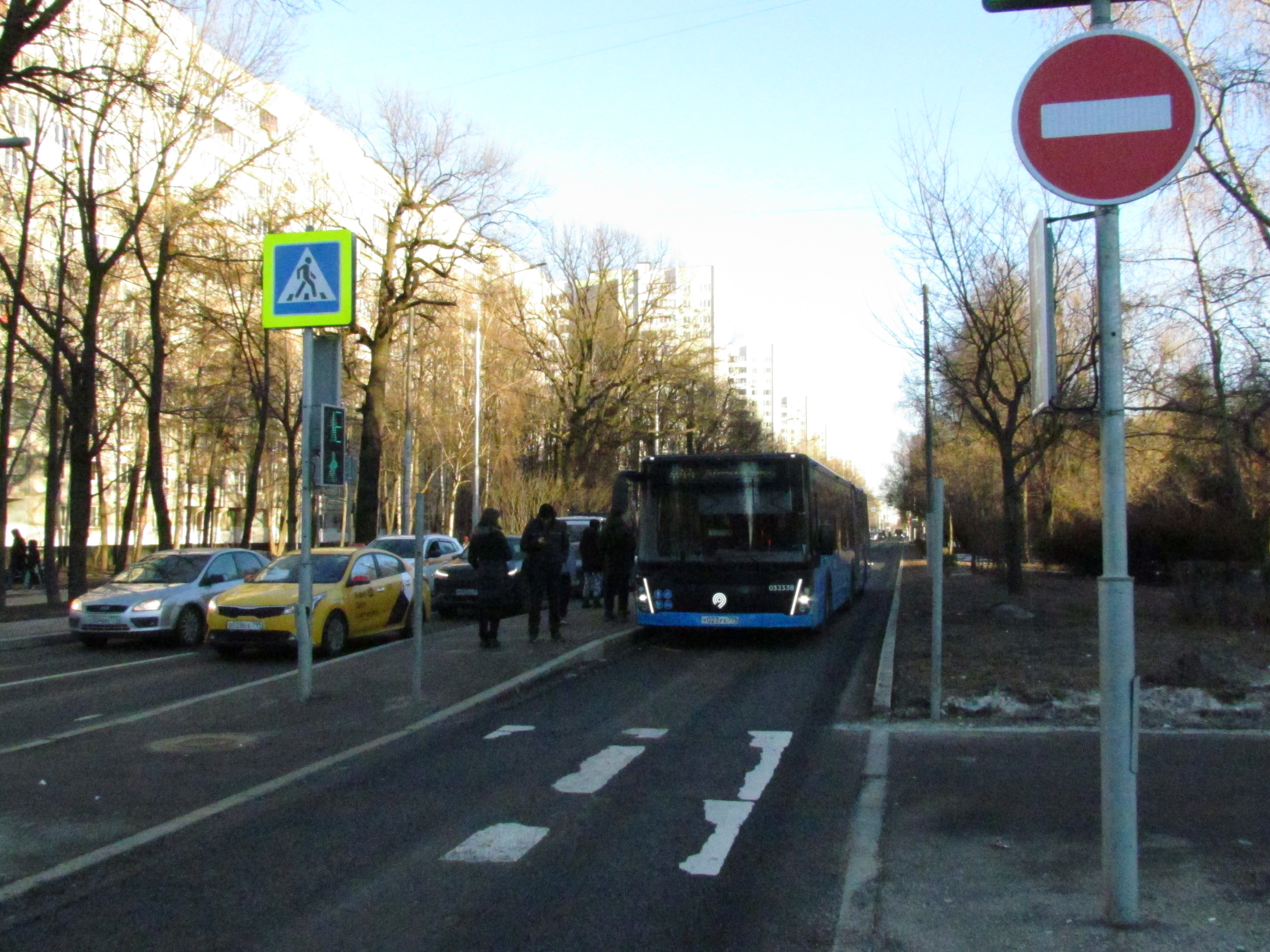
Посадочные платформы в январе 2025

- Станция метро «Лианозово» — в начале улицы.
- Платформа Лианозово — в начале улицы.
- Станция метро «Алтуфьево» — в конце улицы.
- Автобусные маршруты № м44, е59, 273, 284, 302, 310, 352, 456, 503, 519, 545, 559, 571, 572, 587, 598, 601, 564, 705, 815, 928, 994.
- В декабре 2024 года выделенная полоса для общественного транспорта перенесена в левый ряд с остановками на посадочных платформах посреди дороги, что по мнению эксперта было экспериментом на местных жителях, оказавшемся провальным[2] .